# Editura Sfântul Ioan
Editura Sfântul Ioan a luat ființă în anul 2015, în Brăila, ca răspuns la nevoile în creștere de editare și tipar din partea tinerilor scriitori și cadrelor didactice. 